# Ruby Nikara
Ruby Nikara
Ruby Nikara (née le 24 février 2001 à Paris, France) est une rappeuse, chanteuse-auteure, influenceuse et personnalité de télé-réalité.
Biographie
- Nom complet : Ruby Nikara
- Date de naissance : 24 février 2001
- Lieu de naissance : Paris, France
- Origines familiales : Famille d’origine italo-marocaine, père diplomate, mère française travaillant pour le gouvernement ; elle grandit à Corbeil-Essonnes (banlieue parisienne)

Carrière
Télé-réalité et image publique
Ruby Nikara s’illustre initialement comme candidate de télé-réalité et influenceuse, notamment sur “Les Apprentis Aventuriers” (début 2020)  . Elle est aussi connue pour son style provocateur et ses nombreux buzz sur les réseaux sociaux.
Musique
Elle fait ses débuts musicaux en 2019 avec le titre « Un millimètre »  . Sa carrière musicale se développe avec la sortie de plusieurs singles :
- En 2024–2025, elle publie notamment OP, ACCÉLÈRE, Mon cœur balance, Chien de la casse, INSOMNIE, Caracas, Caracas 2, T’as loupé le coche, Botcho et bb où t’es  .

Elle cumule plusieurs milliers d’écoutes sur Spotify (plus de 10 000 mensuelles en avril 2020)  , et compte plusieurs dizaines de milliers d’abonnés sur YouTube  .
Réseaux sociaux
Ruby est également très active sur Instagram, où elle possède plusieurs centaines de milliers d’abonnés (moins de 380 000 parfois, parfois plus : entre 363 K et 366 K abonnés selon les publications récentes)  .
Vie privée
- Ruby se déclare bisexuelle  .
- Son nom de scène, « Nikara », est inspiré par la chanteuse Aya Nakamura  .

Disques et titres notables
- 2019 : “Un millimètre” (premier single)
- 2024–2025 : une série de singles dont “OP”, “ACCÉLÈRE”, “Mon cœur balance”, “Chien de la casse”, “INSOMNIE”, “Caracas”, “Caracas 2”, “T’as loupé le coche”, “Botcho”, “bb où t’es”

Réception et public
Ruby Nikara développe une large communauté en ligne — forte présence sur Instagram, Spotify, YouTube et autres réseaux. Elle incarne une figure provocante et controversée, souvent source de buzz médiatiques. Son style musical mêle hip-hop / rap, teinté de comédie ou de dirty rap  .
Discographie sélective (singles)
| Titre               | Année |
| Un millimètre       | 2019  |
| OP                  | 2024  |
| ACCÉLÈRE            | 2024  |
| Mon cœur balance    | 2025  |
| Chien de la casse   | 2025  |
| INSOMNIE            | 2025  |
| Caracas             | 2025  |
| Caracas 2           | 2025  |
| T’as loupé le coche | 2025  |
| Botcho              | 2025  |
| bb où t’es          | 2025  |

Liens externes
- Instagram : @rubynikaranew (plus de 360 000 abonnés)
- Spotify : singles disponibles dont “Caracas”, “INSOMNIE”
- YouTube : chaîne artistique avec plusieurs vidéos et près de 29 200 abonnés

1. ↑  « Ruby Nikara », sur Wiki Télé Réalité (consulté le 18 août 2025)